# 邓孝可
邓孝可（1869年—1950年）字守源，号慕鲁，四川奉节县人。清末立宪派人士。

## 生平
1903年，赴日本留学。在留学日本期间，他赞同立宪派的主张，并和梁启超有密切往来。1907年归国后，他获得夔州府知府的支持，和父亲邓徽绩共同创办了官督商办的夔府宝华煤炭公司。宣统元年（1909年），他作为夔州府奉节县代表到成都，当选四川谘议局文牍部主事及川汉铁路股东代表大会法部主事。宣统二年（1910年）立宪派的报纸《蜀报》创刊，蒲殿俊任社长，朱山任总编辑，吴虞任主笔。《蜀报》出到第六期后，邓孝可出任主笔。该报对推动四川保路运动起了重要作用。后来，邓孝可和朱山创办了《蜀风报》。同年，邓孝可作为四川谘议局代表，和蒲殿俊等人到北京参加了第二次国会请愿，并出席了第二届各省谘议局联合会会议，任书记，还参加发起了第三次国会请愿。1911年6月17日，四川保路同志会在成都成立，邓孝可当选该会文牍部部长，创办了会刊《四川保路同志会报告》，他任主笔。9月7日，他同蒲殿俊、罗纶、张澜等被赵尔丰扣押，后获释。
辛亥革命四川独立后，他曾任大汉四川军政府盐政部部长、四川省临时议会副议长、进步党四川支部常委。后来，他逐渐消沉。晚年，他迁往上海定居。
1950年，邓孝可逝世。